# 泰尔纳塔勒
泰尔纳塔勒（法語：Terre-Natale，法語發音：[tɛʁ natal]，意为“故土”）是法国上马恩省的一个旧市镇，属于朗格勒区。泰尔纳塔勒于1972年1月8日由市镇阿芒斯河畔瓦雷讷、尚皮尼苏瓦雷讷和谢佐合并而成。1986年1月1日，尚皮尼苏瓦雷讷从泰尔纳塔勒脱离。2012年1月1日，泰尔纳塔勒拆分回原来的阿芒斯河畔瓦雷讷与谢佐。

## 地理
泰尔纳塔勒（47°53'52"N, 5°37'31"E）面积23.37 平方千米，位于法国大東部大區上马恩省，该省份为法国东北部内陆省份，北起马恩省和默兹省，西接奥布省，西南接科多尔省，东南接上索恩省，东临孚日省。
泰尔纳塔勒的时区为UTC+01:00、UTC+02:00（夏令时）。

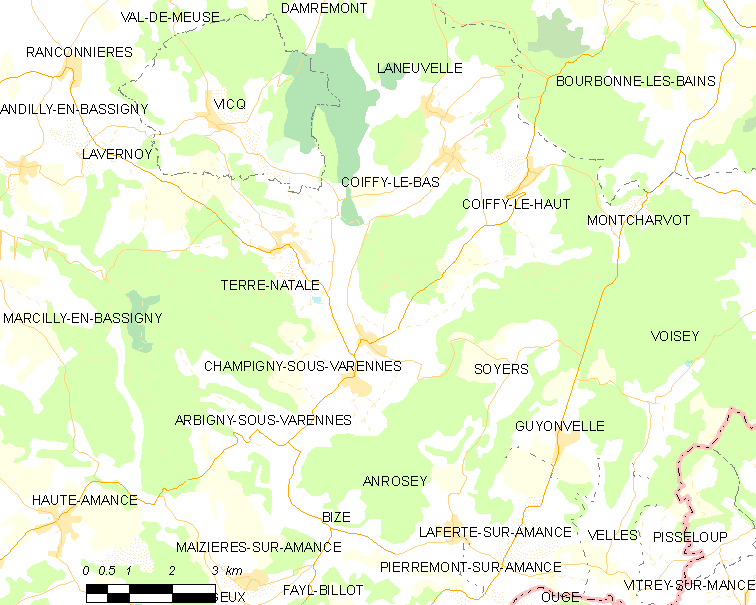
泰尔纳塔勒的OSM定位图

## 行政
泰尔纳塔勒的邮政编码为52400，INSEE市镇编码为52504。

## 人口

1962-2008年间泰尔纳塔勒人口变化图示

泰尔纳塔勒于2009年1月1日时的人口数量为383人。